# 明朝藩王列表 (桂王系)
本頁面列出明朝自明神宗分封的桂國藩王。

## 桂國
| 萬曆二十九年（1601年）封，天啟七年（1627年）就藩衡州府 |          |                |               | |
| 稱號                                                   | 國君姓名 | 關係           | 在位年數      | 註記 |
| 桂端王                                                 | 朱常瀛   | 朱翊鈞、庶七子 | 1601年─1645年 | 天啟七年就藩衡州府。崇禎十六年，張獻忠攻陷衡州，端王逃往廣西，弘光元年十一月初四，薨於梧州。嫡四子朱由榔嗣大統，追尊體天昌道莊毅溫弘興文宣武仁智誠孝端皇帝，廟號禮宗。                                               |
| 桂閔王                                                 | 朱由？   | 朱常瀛、嫡二子 | 追封          | 本為世子，追封王。 |
| 桂恭王                                                 | 朱由𣜬   | 朱常瀛、嫡三子 | 1645年─1646年 | 崇禎中封安仁王。隆武元年八月晉封。二年三月薨。 |
| 桂王                                                   | 朱由榔   | 朱常瀛、嫡四子 | 1646年        | 崇禎中封永明王。紹武元年，於肇慶號監國，再踐祚，年號永曆。永曆二年，封孫可望為秦王，永曆八年，封李定國為晉王。永曆十三年，帝為緬甸人俘虜，永曆十四年，清軍抵達中緬邊境，緬人交帝，永曆十五年，帝為吳三桂所弒於雲南。 |
| 桂王                                                   | 朱慈？   | 朱由𣜬、嫡一子 | ？─1662年     | 不知何年襲封。永曆十六年四月遇害。 |

### 安仁國
| 崇禎中封。 |          |                |                  |                                            |
| 稱號       | 國君姓名 | 關係           | 在位年數         | 註記                                       |
| 安仁王     | 朱由𣜬   | 朱常瀛、嫡三子 | 1628年後－1645年 | 崇禎中封。隆武元年八月嗣桂封，郡爵例不襲。 |

### 永明國
| 崇禎中封。 |          |                |                  |                      |
| 稱號       | 國君姓名 | 關係           | 在位年數         | 註記                 |
| 永明王     | 朱由榔   | 朱常瀛、嫡四子 | 1628年後－1646年 | 崇禎中封。後為帝系。 |

### 永興國
| 崇禎中封。 |          |                |                 |                      |
| 稱號       | 國君姓名 | 關係           | 在位年數        | 註記                 |
| 永興王     | 朱由榐   | 朱常瀛、庶五子 | 1628年後-1643年 | 崇禎十六年死於亂軍。 |

### 新田國
| 隆武元年（1645年）十月追封。 |          |                |          |                      |
| 稱號                         | 國君姓名 | 關係           | 在位年數 | 註記                 |
| 新田王                       | 朱由？   | 朱常瀛、庶六子 | 追封     | 崇禎十六年死於亂軍。 |

### 江華國
| 隆武元年（1645年）十月追封。 |          |                |          |                    |
| 稱號                         | 國君姓名 | 關係           | 在位年數 | 註記               |
| 江華王                       | 朱由？   | 朱常瀛、庶七子 | 追封     | 隆武元年十月追封。 |

### 嘉善國
| 隆武元年（1645年）十月追封。 |          |                |          |                          |
| 稱號                         | 國君姓名 | 關係           | 在位年數 | 註記                     |
| 嘉善王                       | 朱由榮   | 朱常瀛、庶八子 | 追封     | 早殤，隆武元年十月追封。 |